# Austrocarabodes intermedius
Austrocarabodes intermedius är en kvalsterart som beskrevs av Ruiz, Subías och Kahwash 1989. Austrocarabodes intermedius ingår i släktet Austrocarabodes och familjen Carabodidae. Inga underarter finns listade.